# Unitárius állam

A világ országai államberendezkedés szerint

Az unitárius állam olyan állam, amelyben egyetlen politikai és jogi központ létezik, aminek egyetlen központi kormányzata van, egyetlen közös jogrendszerrel és egyetlen közös parlamenttel, mely egyben a végső hatalom. Ebben a rendszerben még a helyhatóságok létjogosultsága is a központi kormányzat rendelkezéseiből, és az egyetlen parlament törvényeiből ered, így a monopolhelyzetben lévő egyetlen parlament jogszabály-kibocsájtással akár módosíthatja a helyhatóságok és helyi önkormányzatok hatásköreit, illetve végső szélsőséges esetben akár fel is számolhatja azokat.
A legtöbb unitárius államban a központi hatalom valamely mértékben átruházza egyes kompetenciáit a helyhatóságokra (ugyanakkor érvénytelenítheti is az alárendelt önkormányzatok intézkedéseit); a decentralizáció ezen formáját  devolúciónak nevezzük.
A világ államainak túlnyomó többsége (az ENSZ 193 tagállamából 166) unitárius államberendezkedésű.
Az unitárius államberendezkedés ellentétben áll a föderatívval, amelyben alkotmányosan szabályozott hatalommegosztás érvényesül a központi kormányzat és a különböző tartományi kormányok (vagy hasonló közigazgatási egységek) között. 
A föderatív rendszerben az írott alkotmány módosítására kizárólag mindkét szint – valamely megszabott folyamaton keresztüli – hozzájárulásával van lehetőség. 
Következésképpen a szubnacionális közigazgatási egységek (tartományi kormányok) olyan létjogosultsággal rendelkeznek, amely nem függ a központi kormányzattól.